# Allmänna Norrländska Industri- och Landtbruksutställningen
Allmänna Norrländska Industri- och Landtbruksutställningen (Sundsvallsutställningen 1882) var en storslagen utställning i Sundsvall 1882 med cirka 3000 utställare, som anordnades för att fira invigningen järnvägen mellan Sundsvall och Trondheim.
Vid invigningen den 19 juni deltog Oscar II, som passande nog anlänt till utställningen med tåg. Landshövding Gustaf Ryding höll öppningstalet innan kungen invigde utställningen. Till utställningen skrev skolmannen och historikern Wilhelm Carlgren dikten Norrland.
Utställningsbyggnaderna hade ritats av Sundsvalls dåvarande stadsarkitekt Per Appelberg.

## Spår av utställningen idag
Efter utställningen monterades paviljongerna ned, endast en kiosk från den har bevarats. Den gröna kiosken med röda knutar, stod tidigare utanför Kulturmagasinets sydöstra hörn vid korsningen Sjögatan/Hamngatan. Den flyttades senare till Sundsvalls friluftsmuseum (Norra Berget) i Sundsvall.